# Bartolomeo Rastrelli
Francesco Bartolomeo Rastrelli (ros. Франческо Бартоломео Растрелли; ur. 1700 w Paryżu, zm. 1771 w Petersburgu) – architekt barokowy pochodzenia włoskiego, tworzący w stylu rosyjskiego baroku na terenie Rosji carskiej, zaprojektował m.in. Pałac Zimowy w Petersburgu, pałac w Rundāle oraz przebudowę Pałacu Katarzyny w Carskim Siole.

## Życiorys
Francesco Bartolomeo Rastrelli urodził się w Paryżu w 1700 roku. Był synem włoskiego rzeźbiarza i architekta Carla Bartolomea Rastrellego (1675–1744), z którym przyjechał do Rosji w wieku szesnastu lat. Carlo Rastrelli, pracujący przez dekady we Francji, gdzie zdobył renomę jako rzeźbiarz i architekt wnętrz, przybył do Petersburga w 1716 roku, by pracować dla cara Piotra I Wielkiego.
Pierwsze nauki pobierał u ojca, z którym pracował nad projektami dla rosyjskiej arystokracji. Jego pierwszym zleceniem, otrzymanym od hospodara Mołdawii Dymitra Kantemira w 1721 roku, był projekt pałacu dla władcy w Petersburgu. Następnie w latach 20. XVII w. odbywał studia w Europie opłacane przez cara. W 1724 roku na krótko powrócił do Petersburga, a po śmierci Piotra Wielkiego, cesarzowa Rosji Katarzyna I sfinansowała przynajmniej kolejne dwa lata jego studiów zagranicznych. Nie wiadomo dokładnie gdzie studiował, przyjmuje się, że większość czasu spędził we Włoszech. Studia zagraniczne trwały 5–8 lat, a Rastrelli mógł również kształcić się we Francji i w Niemczech.
Po powrocie do Rosji wyrobił sobie renomę. W 1730 roku zaprojektował – nieistniejący już – gmach szkoły jazdy konnej przy Newskim Prospekcie. Pod koniec lat 30. XVIII w. Rastrelli pracował dla faworyta cesarzowej Anny Romanowej – Ernesta Jana Birona, księcia Kurlandii i Semigalii od 1737 roku. Dla Birona zaprojektował dwa pałace: pałac w Rundāle oraz pałac w Jełgawie, znajdujące się współcześnie na terenie Łotwy. Cesarzowa Anna Romanowa nadała mu tytuł carskiego architekta nadwornego – honor nadany wcześniej niemieckiemu architektowi Schlüterowi (1660–1714) i francuskiemu architektowi Le Blondowi (1679–1719). Po odsunięciu Birona od władzy w 1740 roku, Rastrelli został wezwany z powrotem do Petersburga, gdzie powierzono mu projekt pałacu letniego (wzniesionego w latach 1741–1744).
Jego pozycja ucierpiała podczas przewrotu pałacowego w 1741 roku, jednak szybko powrócił do łask, stając się ulubionym architektem cesarzowej Elżbiety Romanowej, która powierzała mu najważniejsze projekty w stolicy i okolicy. W 1743 roku zainstalował w przebudowywanym na zlecenie cesarzowej Pałacu Zimowym Bursztynową Komnatę. W 1744 roku otrzymał zlecenie projektu jej rezydencji letniej w Kijowie – Pałacu Maryńskiego. W 1845 roku rozpoczął prace nad przebudową pałacu Peterhof, otwartego ponownie w 1755 roku. W latach 1748–1764 według projektu Rastrellego wzniesiono w Petersburgu kompleks klasztorny Monasteru Smolnego, przy czym gmach soboru został ukończony dopiero w 1835 roku. W 1748 roku Rastrelli sporządził bardzo podobny projekt cerkwi św. Andrzeja w Kijowie. Również w 1748 roku Rastrelli rozpoczął prace nad pawilonem ermitażu w Carskim Siole, zbudowanym w 1749 roku. W 1752 roku Rastrellemu powierzono przebudowę Pałacu Katarzyny w Carskim Siole, który miał się stać „rosyjskim Wersalem”. W 1755 roku przeniósł tu z polecenia carycy Bursztynową Komnatę. W latach 1754–1762 poprowadził budowę Pałacu Zimowego. Za panowania Elżbiety Romanowej zaprojektował 12 pałaców oraz liczne cerkwie. Opracowywał wówczas również oprawy uroczystości dworskich, sporządzając plany oświetlenia, fajerwerków, fontann winnych oraz bankietów czy pochodów.
W 1762 roku na tron wstąpiła Katarzyna II Wielka, która preferowała bardziej progresywny styl architektoniczny – neoklasycyzm i zwolniła Rastrellego z pozycji nadwornego architekta w 1763 roku. Rastrelli podjął wówczas ponownie prace dla Birona, by ukończyć wnętrza jego pałaców w Rundāle i Jełgawie.
W lutym 1771 roku Rastrelli został przyjęty jako honorowy członek do Akademii Sztuk Pięknych w Petersburgu. Zmarł dwa miesiące później, w kwietniu 1771 roku w Petersburgu. Miejsce jego pochowku nie jest znane.

## Działalność
Rastrelli tworzył w stylu rosyjskiego baroku na terenie Rosji carskiej. Łączył rokoko z tradycyjnymi elementami architektury rosyjskiej, tworząc bogato zdobione, wielokolorowe fasady. Był architektem m.in. Pałacu Zimowego w Petersburgu, pałacu w Rundāle oraz przebudowy Pałacu Katarzyny w Carskim Siole.
Poniższa tabela przedstawia wybrane obiekty wzniesione lub przebudowane według projektów Rastrellego:
Obiekt – nazwa obiektu;
Zdjęcie – fotografia obiektu;
Budowa – lata budowy i/lub przebudowy;
Położenie – miasto, państwo, współrzędne geograficzne;
Opis – krótki opis obiektu.
     † nieistniejące
| N°  | Zdjęcie | Obiekt                                                | Położenie                                                                    | Budowa                 | Opis |
| --- | ------- | ----------------------------------------------------- | ---------------------------------------------------------------------------- | ---------------------- | --- |
| 1.  |         | Pałac Dymitra Kantemira                               | Petersburg                                                                   | 1720–1724              | Pałac dla Dymitra Kantemira, wzniesiony w latach 1720–1724 a później kompletnie przebudowany. |
| 2.  |         | Pałac Letni Anny Iwanownej                            | Petersburg                                                                   | 1730                   | Pałac Letni Anny Iwanownej nad brzegiem Dużej Newy, jednopiętrowy gmach z drewna z 28 komnatami i salą reprezentacyjną. Anna Iwanowna zmarła tu w 1740 roku. Zburzony w 1747 roku. |
| 3.  |         | Pałac Letni Anny Iwanownej                            | Moskwa                                                                       | 1731                   | |
| 4.  |         | Pałac Zimowy Anny Iwanownej                           | Moskwa                                                                       | 1733–1735              | Zburzony w 1754 roku. |
| 5.  |         | Pałac w Rundāle                                       | Pilsrundāle koło Bauski Semigalia, 56°24′46″N 24°01′32″E/56,412778 24,025556 | 1736—1740 1764—1767    | |
| 6.  |         | Pałac w Jełgawie                                      | Jełgawa 56°39′21″N 23°43′59″E/56,655833 23,733056                            | 1738—1740 1763—1772    | |
| 7.  |         | Pałac Letni w Petersburgu                             | Petersburg 59°56′25,5″N 30°20′15,5″E/59,940417 30,337639                     | 1741–1744              | Pałac Letni Elżbiety Piotrownej wzniesiony na południe od połączenia rzek Mojki i Fontanki. Na kamiennej bazie osadzone piętro z drewna z ogromnymi oknami i pilastrami. Pałac miał 160 pomieszczeń, w tym cerkiew i galerie. W pałacu urodził się w 1754 roku przyszły car Paweł I, na którego rozkaz pałac zburzono w 1796 roku i wybudowano tu Zamek Michajłowski. |
| 8.  |         | Peterhof                                              | Peterhof 59°53′00″N 29°54′27″E/59,883333 29,907500                           | 1747—1755 (przebudowa) | |
| 9.  |         | Kaplica pałacu Peterhof                               | Peterhof 59°53′00″N 29°54′27″E/59,883333 29,907500                           | 1747—1751              | |
| 10. |         | Smolny Sobór Zmartwychwstania Pańskiego w Petersburgu | Petersburg 59°56′55″N 30°23′44″E/59,948611 30,395556                         | 1748—1764              | Sobór jest częścią kompleksu klasztornego Monasteru Smolny w Petersburgu, zbudowanego według projektu Rastrellego w latach 1748–1769. Prace nad wykończeniem wnętrz świątyni trwały do 1835 roku. |
| 11. |         | Cerkiew św. Andrzeja w Kijowie                        | Kijów 50°27′32″N 30°31′05″E/50,458889 30,518056                              | 1748—1767              | Projekt Rastrellego wzorowany był na jego wcześniejszym projekcie Smolnego Soboru w Petersburgu. |
| 12. |         | Pałac Woroncowa                                       | Petersburg 59°55′36,12″N 30°19′04,08″E/59,926700 30,317800                   | 1749—1757              | Pałac w centrum Petersburga, wzniesiony dla rodziny Woroncowów w latach 1749–1757. |
| 13. |         | Pałac Katarzyny w Carskim Siole                       | Puszkin 59°42′57″N 30°23′44″E/59,715833 30,395556                            | 1752—1756 (przebudowa) | Pierwszy, niewielki pałac Katarzyny został wzniesiony w tym miejscu w latach 1717–1723, od 1743 roku prowadzono jego rozbudowę, od 1748 roku prace prowadził Rastrelli. W 1752 roku Katarzyna zarządziła kompletna przebudowę i prace powierzyła Rastrellemu. Przebudowa została ukończona w 1756 roku.                                                               |
| 14. |         | Ermitaż                                               | Puszkin 59°42′57″N 30°23′44″E/59,715833 30,395556                            | 1749 (przebudowa)      | W parku Carskiego Sioła Rastrelli wzniósł lub przebudował szereg pawilonów ogrodowych, w tym pawilon ermitażu w 1749 roku. |
| 15. |         | Pałac Maryński w Kijowie                              | Kijów 50°26′54″N 30°32′15″E/50,448333 30,537500                              | 1744–1755              | Letnia rezydencja cesarzowej Elżbiety Romanowej w Kijowie, wzniesiona według projektu Rastrellego w latach 1744–1755. |
| 16. |         | Pałac Stroganowa                                      | Petersburg 59°56′09″N 30°19′14″E/59,935833 30,320556                         | 1753—1754 (przebudowa) | Pałac przy głównej ulicy Petersburga – Newskim Prospekcie Nr. 17, wzniesiony dla rodziny Stroganowów (1738) i przebudowany przez Rastrellego dla barona Sergieja Grigoriewicza Stroganowa w latach 1752–1754. |
| 17. |         | Pałac Zimowy                                          | Petersburg 59°56′25″N 30°18′50″E/59,940278 30,313889                         | 1754—1762              | Czwarty Pałac Zimowy nad brzegiem Newy wzniesiony w latach 1754—1762 według projektu Rastrellego, główna rezydencja carów rosyjskich do 1917 roku, jeden z największych pałaców w Europie. Rastrelli prowadził przebudowy wcześniejszych pałaców zimowych – trzeciego (1732–36) i tymczasowego (1755).                                                                |

## Upamiętnienie
- pomnik upamiętniający czterech włoskich architektów Petersburga na Placu Maneżowym (ros. Манежная площадь) w Petersburgu – cztery brązowe popiersia architektów podarowane miastu przez Mediolan w 2003 roku z okazji 200. rocznicy powstania Petersburga, przedstawiają: Rastrellego, Giacomo Quarenghego (1744–1817), Antonio Rinaldego (1710–1794) i Carlo Rossiego (1775–1849)[16]
- pomnik Rastrellego w Carskim Siole[2]
- imieniem Rastrellego nazwano jeden z placów Petersburga – Plac Rastrellego (ros. Площадь Растрелли)[2]